# Grenzbeschreibung des Bistums Prag
Die Grenzbeschreibung des Bistums Prag ist Bestandteil einer Urkunde des römisch-deutschen Kaisers Heinrich IV. für das Bistum Prag aus dem Jahr 1086. Sie ist enthalten in der Chronica Boemorum des Cosmas von Prag.
Die Urkunde beschreibt u. a. die Grenzen des Bistums Prag mit der Nennung der damaligen geographischer Gegebenheiten.
Der Text gibt offensichtlich den Zustand zur Zeit der Gründung des Bistums im Jahre 973 wieder.
Die Datierung 1086 ist unklar, da zu dieser Zeit andere territoriale Verhältnisse herrschten.
Der Text ist für die tschechische, aber auch für die polnische, Landesgeschichtsforschung von großer Bedeutung, da er wahrscheinlich territoriale Verhältnisse des mittleren 10. Jahrhunderts wiedergibt, die in dieser Form in keiner schriftlichen Quelle dieser Zeit niedergelegt sind. Außerdem nennt er Namen verschiedener kleinerer westslawischer Stämme und deren ungefähre Lage, über die sonst kaum etwas und teilweise sogar überhaupt keine weiteren Informationen bekannt sind.
Das beschriebene Gebiet entspricht wahrscheinlich dem Machtbereich der Přemyslidenherrscher Boleslav I. und Boleslav II. bis circa 991.

## Inhalt
Der Text beschreibt zuerst das westliche Böhmen innerhalb der Mittelgebirge Böhmischer Wald und Bayerischer Wald. Das Egerland um Cheb (Gebiet der Hbane) wird nicht genannt und scheint nicht dazu zu gehören. Es werden Burgen (bzw. Stämme?) entlang der Eger genannt, dann folgen Burgen landeseinwärts entlang der Elbe. Östlich von Elbe und unterer Moldau lag bis 995 das Gebiet der unabhängigen Slavnikiden. das offensichtlich nicht in den Bereich des Bistums gehörte. Als nördliche Grenze werden Pschowanen nördlich von Prag genannt, dann folgen Chorvaten und eine Reihe schlesischer Kleingebiete (Stämme?).
Im Osten werden als Grenzen die sehr weit entfernten Flüsse Bug (Westlicher Bug) und Ztir (Stryj, oder sogar Styr?) genannt. Neben Krakau wären auch Gebiete um Przemyśl sowie entweder Czerwień oder Schydatschiw im heutigen östlichen Polen und der westlichen Ukraine dazugehörend. Eine so weite Ausdehnung des Herrschaftsbereiches der Přemysliden ist in den schriftlichen Quellen jener Zeit sonst nirgends erwähnt, aber möglich.
Außerdem werden Mähren und eine Provinz an der Waag in der heutigen westlichen Slowakei erwähnt.

## Text
Pragensis episcopus Gebhardus saepe confratribus suis et Coepiscopis cae terisque Principibus nostris, ac novissime nobis conquestus est, quod Pragensis Episcopatus, qui ab initio per totum Bohemiae ac Moraviae Ducatum vnus et integer constitutus […]

“Termini autem eius occidentem versus hii sunt: Tugast, qui tendit ad medium fluminis Chub, Zelza, Zedlica, Liusena, Dasena, Liutomerici, Lemuzi vsque ad mediam sylvam, qua Bohemia limitatur. Deinde ad aquilonalem hii sunt termini: Psouane, Chrouati et altera Chrouati, Zlasane, Trebouane, Boborane, Dedosese usque ad mediam sylvam, qua Milcianorum occurrunt termini. Inde ad orientem hos fluvios habet terminos: Bug scilicet et Ztir cum Krakouia civitate, provinciaque, cui Wag nomen est, cum omnibus regionibus ad praedictam urbem pertinentibus, que Krakou est. Inde Ungarorum limitibus additis, usque ad montes, quibus nomen est Tritri, dilatata procedit. Deinde in ea parte, quae Meridiem respicit, addita regione Moravia usque ad fluvium, cui nomen est Wag, et ad mediam sylvam, cui nomen est Mudre, et eiusdem montis, eadem Parochia tendit qua Bavaria limitatur”

„Dessen Grenzen nach Westen sind Tuhošt bis zur Mitte des Flusses Chamb, Zelza, Sedlec, Lutschanen, Děčín, Litoměřice, Lemusi bis zur Mitte des Waldes, der Böhmen begrenzt.
Nach Norden sind dessen Grenzen Pschowanen, Chorvaten und andere Chorvaten, Slensanen, Trebowanen, Boboranen, Dedosizen bis zur Mitte des Waldes, der die Grenze zu den Milzenern ist. Nach Osten sind diese Flüsse Grenzen Bug und Stryj mit der Burg Kraków, und die Provinz deren Name Waag ist, mit allen Regionen, die zu der genannten Burg gehören, die Kraków ist. Zu den Ungarn sind die Grenzen bis zum Gebirge, dessen Name Tatra ist. Weiter in jenem Teil, der die Mitte darstellt, zuzüglich der Region Mähren bis zum Fluss, dessen Name Waag ist, und bis zur Mitte des Waldes dessen Name Mudre ist, und dessen Gebirge, das die Parochie berührt, die Bayern begrenzt.“

## Interpretationen
Der Text nennt folgende geographischen Gegebenheiten:
- Tugast: Burg Tuhošť bei Domažlice im südlichen Böhmen
- Zelza: unklar, vielleicht Alt-Pilsen im westlichen Böhmen
- Zedlica: Sedlitschanen um Sedlec, heute in Karlovy Vary im nordwestlichen Böhmen
- Liusena: Lutschanen, im nördlichen Böhmen
- Dasena: Datschianen um Děčín im nördlichen Böhmen
- Liutomerici: Litomerizen um Litoměřice im nördlichen Böhmen
- Lemusi: bisher unklar, vielleicht um Libušín westlich von Prag
- Psovane: Pschowanen um die Burg Pšov im heutigen Mělník, nördlich von Prag
- Chrovati: böhmische Kroaten im nördlichen Böhmen
- altera Chrovati (wörtlich: andere Kroaten): unklar, eventuell schlesische Kroaten =  Glatzer Land[4], nördlich der Sudeten in Niederschlesien, theoretisch auch möglich: weiße Kroaten im südlichen Kleinpolen (?)
- Zlasane: Slensanen um Breslau im polnischen Niederschlesien
- Trebovane: Trebowanen, unklar, wahrscheinlich um Trebnitz an der unteren Oder im polnischen Niederschlesien
- Boboranen: unklar, wahrscheinlich am oberen Bober im polnischen Niederschlesien
- Dedosese: Dadosanen, am mittleren Bober und angrenzenden Gebieten im westlichen polnischen Niederschlesien
- Milciane: Milzener in der Oberlausitz
- Bug: Westlicher Bug an der Grenze Polens zur Ukraine und in der westlichen Ukraine
- Ztir: wahrscheinlich Stryj in der westlichen Ukraine, möglich auch Styr in der Ukraine oder Strwiąz im südöstlichen Polen
- Krakovvia: Kraków im südöstlichen Polen
- provincia cui Wag nomen est (wörtlich: Provinz, der der Name Waag ist = die den Namen Waag hat): Provinz am Fluss Waag in der westlichen Slowakei, wahrscheinlich um Trentschin
- Ungari: Gebiet der heutigen Slowakei westlich des Waag und Ungarns
- Tritri: Tatra, Gebirge im südöstlichen Polen und der nördlichen Slowakei
- Mudre (wahrscheinlich Muore): am Fluss Morava/March
- Bavaria: heutiges Österreich und Bayern, eventuell auch Bistum Passau